# Brachylophus fasciatus
Brachylophus fasciatus là một loài thằn lằn trong họ Họ Cự đà (Iguanidae). Loài này được Brongniart mô tả khoa học đầu tiên năm 1800.. Nó là loài đặc hữu của một số đảo đông nam Fiji, nó cũng được tìm thấy tại Tonga, có thể được con người du nhập đến đây.it was probably introduced by humans. Quần thể cự đà đã giảm trong thế kỷ qua do phá hủy môi trường sống, và quan trọng hơn, sự xuất hiện của cầy và mèo đến các đảo. Đây có thể là một trong số ít loài cự đà được tìm thấy ngoài Tân Thế giới và là một trong những loài phân bố biệt lập về mặt địa lý trong họ Iguanidae.

## Phân loại học
Loài này được nhà động vật học người Pháp Alexandre Brongniart mô tả năm 1800. Tên chi Brachylophus có nguồn gốc từ tiếng Hy Lạp: brachys (βραχύς) nghĩa là "ngắn" và lophos (λόφος) nghĩa là "mào" để chỉ các mào ngắng chạy dài trên sóng lưng của loài này. Tên khoa học fasciatus nghĩa là "có sọc".
Loài này có quan hệ gần với loài Fiji crested iguana và B. bulabula. Chi Brachylophus được đề xuất có nguồn gốc từ nhánh phổ biến hơn (hiện đã tuyệt chủng) của các loài kỳ nhông Cựu Thế giới phân nhánh từ các họ hàng trong Tân Thế giới của chúng trong Paleogene. Tuy nhiên, không có thành viên nào khác của dòng giả định, còn sống hay hóa thạch, được tìm thấy bên ngoài Fiji và Tonga. Một giả thuyết khác là tổ tiên của loài Kỳ nhông này đã trôi dạt 9000 km về phía tây qua Thái Bình Dương từ châu Mỹ, nơi phát hiệt họ hàng gần nhất của chúng.

## Phân bố và môi trường sống
Cự đà dải Fiji là loài đặc hữu của Fiji và được tìm thấy trên các đảo Wakaya, Moturiki, Beqa, Vatulele, Ono, Dravuni, Taveuni, Nggamea, Vanua, Balavu, Avea, Vatu Vara, Lakeba, Aiwa, Oneata, Vanua Levu, Totoya, Kabara, và Fulaga. Nó đã được du nhập từ quần đảo Tonga, New Hebrides, và Wallis và Futuna 300 trước đây. Nó được du nhập đến Vanuatu là động vật hoang dã trong thập niên 1960. Quần thể hoang dã hiện nay có ít hơn 10.000 các thể trong 29 tiểu quần thể riêng biệt. Loài này sống trong hầu hết các khu vực chưa có người sinh sống trên các đảo nói trên, từ các rừng mây đến các đầm lầy đất thấp ven biển.

## Thức ăn
Chúng là các loài ăn cỏ, chúng ăn lá, trái cây, và hoa của các cây thân gỗ và cây bụi, đặc biệt là hoa của cây Hibiscus tiliaceus và quả như chuối và đu đủ. Các con nuôi nhốt được quan sát thấy chúng ăn công trùng; tuy nhiên, con trưởng thành thì không.